# Thomas Otway

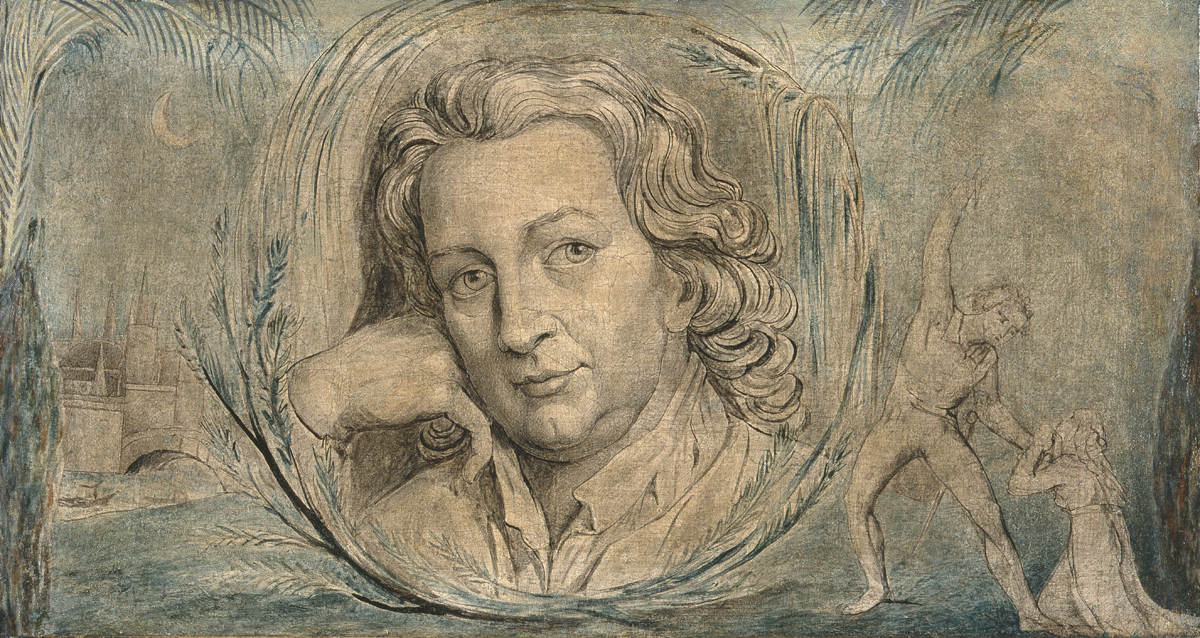
Thomas Otway, porträtt av William Blake.

Thomas Otway, född 2 mars 1652, död 14 april 1685, var en engelsk författare.
Otway representerar vid sidan av John Dryden och Nathaniel Lee det så kallade heroiska dramat, som uppstod i mötet mellan elisabetansk tradition och den franska klassicismen. Otway vann sin första framgång med det klassicerande och deklamatoriska dramat Don Carlos, prince of Spain (1676), men hans främsta verk, de bägge blankverstragedierna The orphan (1680) och Venice preserved (1682), står den shakespearska linjen närmare. Båda spelades ända in på 1800-talet, och det Venice preserved fick förnyad popularitet under 1900-talet. Dramernas styrka ligger främst i deras starka dramatik, influerad av Otways egna tragiska livserfarenheter. Hans samlade arbeten utgavs i 3 band av W. Summers 1926.